# Triangulane

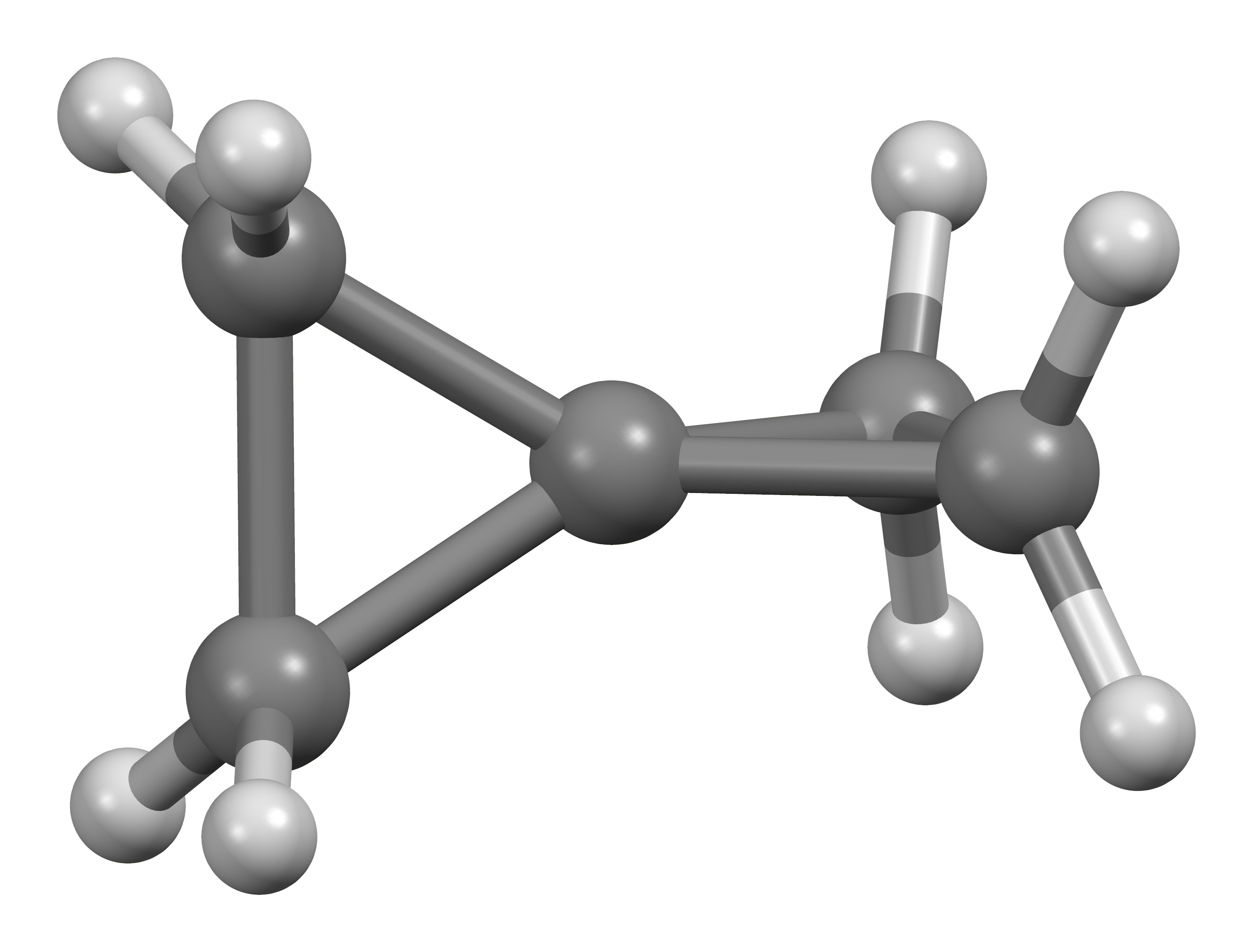
Spiropentane.

Un triangulane est un hydrocarbure formé de cycles cyclopropane unis par des atomes de carbone spiro. La dénomination systématique des molécules de cette série est « [n]triangulane », où n est le nombre d'unités cyclopropane.
Le plus simple d'entre eux, le [2]triangulane, correspond au spiro[2.2]pentane, c'est-à-dire au spiropentane C5H8. Les chaînes constituées d'au moins quatre unités cyclopropane peuvent former des hélices chirales, propriété inhabituelle pour des molécules ne contenant pas de centre stéréogène ; cette chiralité provient de la conformation de ces molécules, selon un mécanisme analogue à celui des hélicènes.
Les unités cyclopropane peuvent former des structures ramifiées ou macrocycliques. Ainsi, le [3]rotane est un [4]triangulane ramifié consistant en une unité cyclopropane liée au cycle central d'un [3]triangulane.